# Iban Mayoz
Iban Mayoz Exteberria (født 30. september 1981) er en spansk tidligere professionel cykelrytter.